# Ovce kamerunská
Ovce kamerunská, též kamerunská ovce nebo djallonké je poměrně oblíbené africké plemeno ovce. Kamerunské ovce se chovají i v Česku, a to zcela běžně. Jedná se o menší plemeno, které nevyžaduje stříhání, jsou totiž porostlé srstí, nikoli vlnou. Spolu s ostatními turovitými z podčeledi "ovce a kozy" je příbuznou kamerunské ovce také kamerunská koza, se kterou bývá kamerunská ovce pro svou krátkou srst často zaměňována.

## Historie

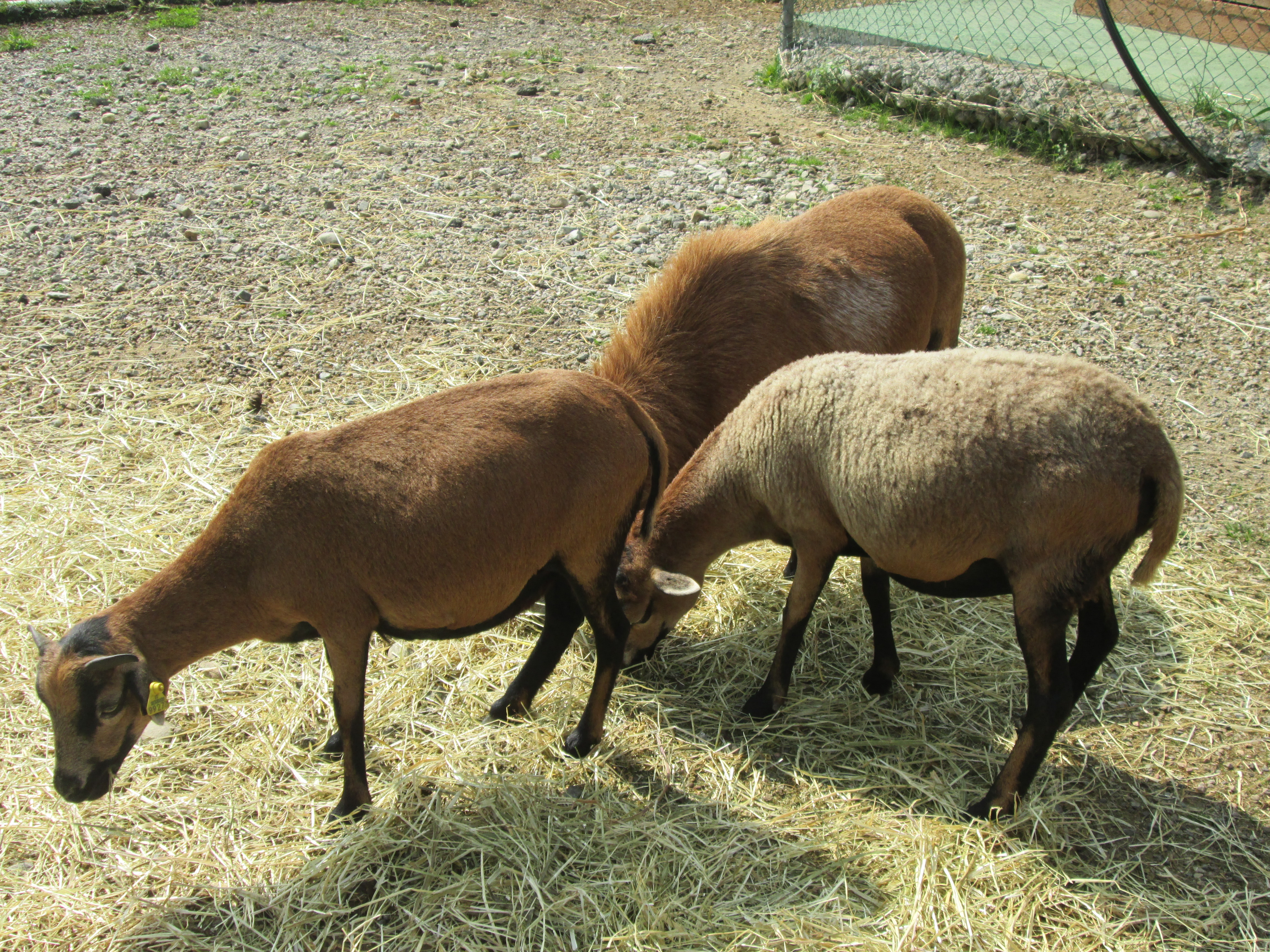

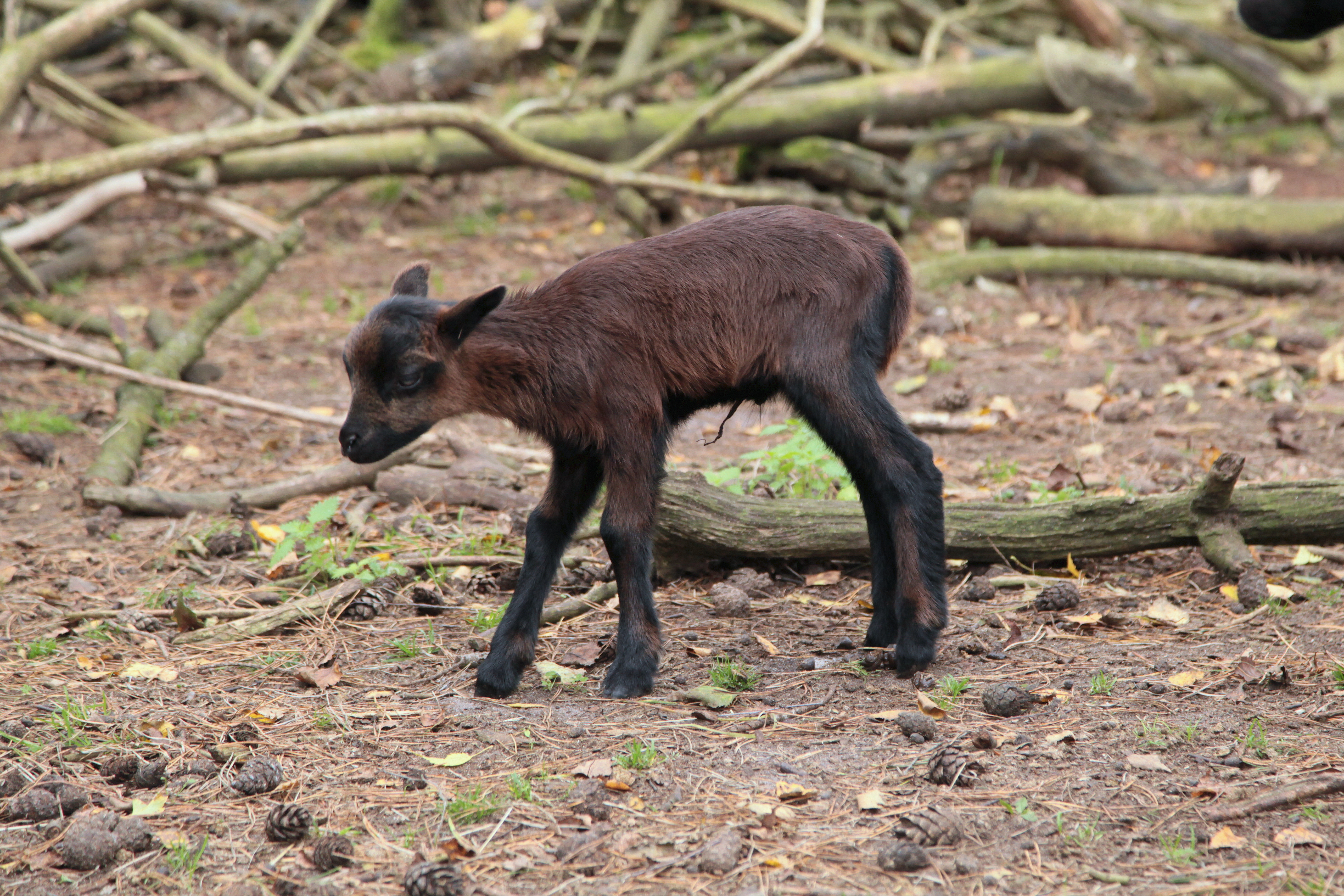

Ovce podobné těm kamerunským se v Kamerunu a přilehlých státech Afriky chovaly již před 10 000 lety a sloužily domorodým obyvatelům jako zdroj mléka a masa. Kamerun se nachází převážně ve vyšších nadmořských výškách, a teploty zde jsou poměrně nízké, na což se toto plemeno ovcí dobře adaptovalo.
V Česku se chov těchto ovcí rozšířil především v letech 2000 a 2001. V březnu 2001 byl založen specializovaný chovatelský Klub kamerunských ovcí, který působí v rámci SCHOK.

## Vzhled
Toto plemeno se vyskytuje ve dvou základních barevných variantách: hnědé srnčí a černobílé. Přesto se výjimečně může stát, že se narodí celočerná jehňata nebo černá jehňata se zlatými pesíky. Kamerunská ovce má krátkou lesklou srst, kterou na rozdíl od běžně známých ovcí není nutné stříhat. Berani jsou rohatí s charakteristickou hřívou, která na podzim ještě zhoustne, ovce (bahnice) jsou bezrohé. Hnědé plemeno s černou barvou břicha a vnitřní částí končetin je menšího tělesného rámce a pevné konstituce. Hlava středně dlouhá, u beranů mírně klabonosá. Končetiny středně dlouhé, pevné. Hřbet rovný, záď mírně sražená. Živá hmotnost bahnic 30–35 kg, beranů 35–40 kg. Kohoutková výška 55–60 cm, obvod hrudníku 81–86 cm.

## Chov

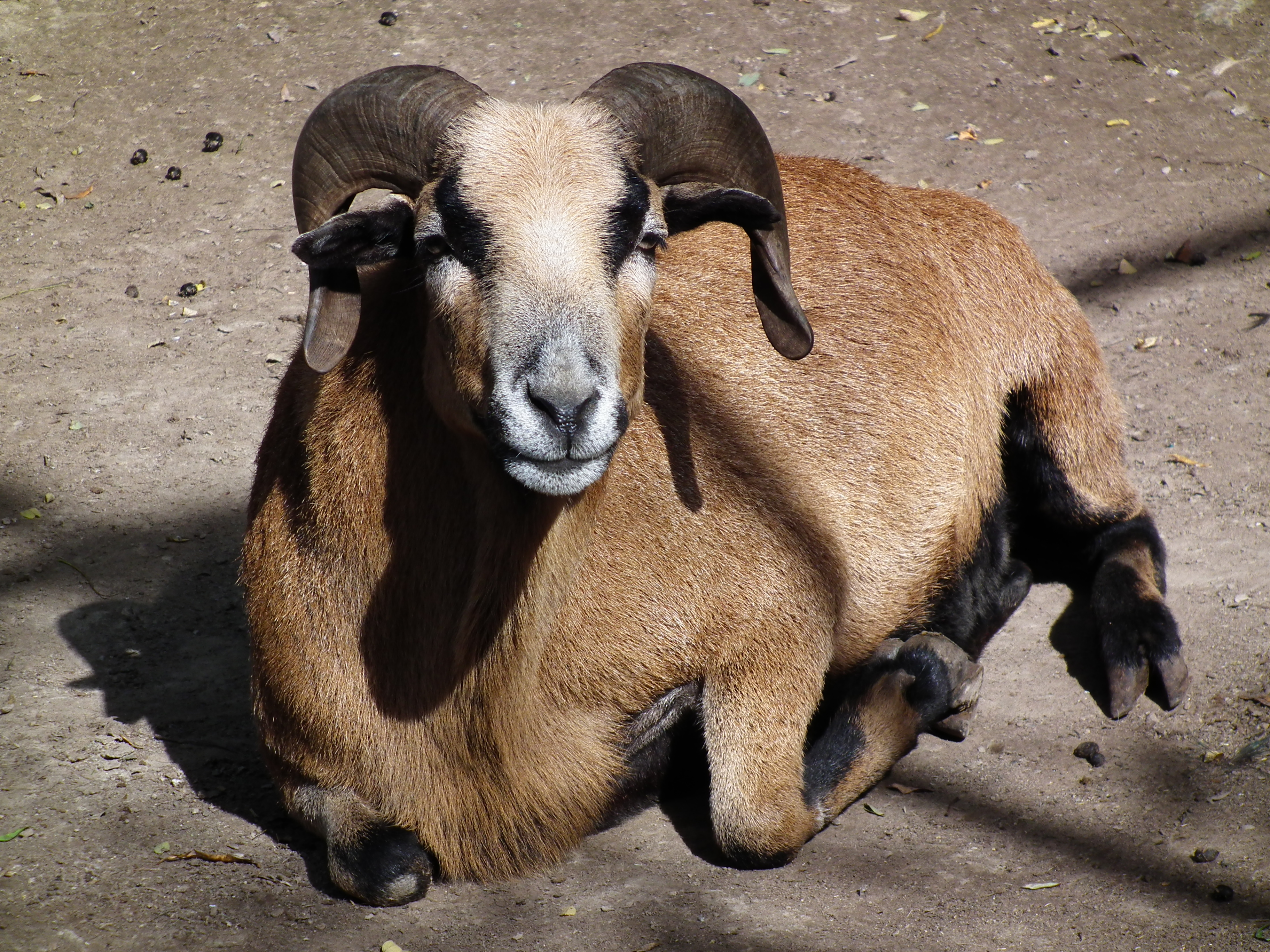

Pokud se chce chovatel věnovat čistokrevnému chovu kamerunských ovcí, je vhodné je koupit v některé z tuzemských zoo. Jedná se třeba o zoologickou zahradu v Ostravě nebo Děčíně. Jiné chovy nemusí být vždy úplně čistokrevné a křížení kamerunských ovcí s jinými plemeny může způsobit problémy. Mnoho chovatelů kříží kamerunské ovce s romanovskými ovcemi, výsledné potomky pak vydávají za čistokrevné a jen těžko lze rozpoznat opak. Pokud nechceme kupovat čistokrevnou ovci ze zoo, můžeme tak učinit u chovatele, u kterého je prováděna kontrola užitkovosti, tu provádí Svaz chovatelů ovcí a koz (SCHOK) v ČR.
Pokud chceme i my pokračovat v chovu čistokrevným kamerunských ovcí, pak je nutné nechat berany bonitovat a udělat pro všechny ovce rozbor krve, který vyvrátí, popř. potvrdí, že jedinec nemá klusavku (obdoba BSE u skotu).
Kamerunské ovce jsou známé tím, že stejně jako kozy jsou schopné se postavit na zadní nohy a jíst tak listí a ovoce ze stromů. Také jsou poměrně hlučné, proto není vhodné chovat je v blízkosti sídlišť nebo ve městech. Jsou přátelské a neagresivní, lehce se ochočí.
Co se výživy a krmení týče, pak je vhodné nechávat ovce libovolně a bez zábran spásat trávu, nemají sklony k tloustnutí. Občas je vhodné přidat i řepu, mrkev nebo brambory, obzvláště v zimě, kdy ovce dostávají jen seno.
Dospělé ovce mají jehňata dvakrát za rok, na jaře a na podzim. Pohlavně dospívají kamerunské ovce již ve 4-5 měsících života, ale na zařazení do chovu je to příliš brzy. Odchov jehňat není složitý, většina kamerunských ovcí asistenci při porodu nepotřebuje, a v případě, že matka uhyne a jehně přežije, jehněte se vždy ujme jeho příbuzná; většinou teta nebo babička. V době, kdy se rodí jehňata a na několik dalších týdnů, je vhodné od stáda oddělit berana, který může jehňata napadat. Trávu začínají jehňata oždibovat okolo druhého týdne života.

## Mezinárodní plemenné knihy
Konžsko-belgický filantrop Jean Kiala spravuje mezinárodní plemennou knihu plemene (International Djallonké Studbook-IDS) prostřednictvím Asociace afrických okrasných chovatelů (AOBA) v africkém chovatelském klubu. Do plemenné knihy mohou být zahrnuta jak severoamerická, tak evropská zvířata.